# Australia en los Juegos Olímpicos de México 1968
Australia estuvo representada en los Juegos Olímpicos de México 1968 por un total de 128 deportistas que compitieron en 16 deportes.  
El portador de la bandera en la ceremonia de apertura fue el jinete Bill Roycroft.

## Medallistas
El equipo olímpico australiano obtuvo las siguientes medallas:
| Nombre | Deporte             | Competición                |
| --- | ------------------- | -------------------------- |
| Oro |                     |                            |
| Ralph Doubell | Atletismo           | 800 m M                    |
| Maureen Caird | Atletismo           | 80 m vallas F              |
| Michael Wenden | Natación            | 100 m libre M              |
| Michael Wenden | Natación            | 200 m libre M              |
| Lyn McClements | Natación            | 100 m mariposa F           |
| Plata |                     |                            |
| Peter Norman | Atletismo           | 200 m M                    |
| Raelene Boyle | Atletismo           | 200 m F                    |
| Pamela Kilborn | Atletismo           | 80 m vallas F              |
| Equipo | Hockey sobre hierba | Torneo M                   |
| Greg Rogers Graham White Robert Windle Michael Wenden                                                               | Natación            | 4 × 200 m libre M          |
| Lynne Watson Judy Playfair Lyn McClements Janet Steinbeck                                                           | Natación            | 4 × 100 m estilos F        |
| Robert Shirlaw Gary Pearce John Ranch David Douglas Peter Dickson Joe Fazio Michael Morgan Alfred Duval Alan Grover | Remo                | Ocho con timonel (M8+) M   |
| Bronce |                     |                            |
| Jennifer Lamy-Frank                                                                                                 | Atletismo           | 200 m F                    |
| Brien Cobcroft (Depeche) Wayne Roycroft (Zhivago) Bill Roycroft (Warrathoola) James Scanlon (The Furtive)           | Hípica              | Concurso completo por eqs. |
| Karen Lynne Moras                                                                                                   | Natación            | 400 m libre F              |
| Greg Brough | Natación            | 1500 m libre M             |
| Greg Rogers Robert Cusack Robert Windle Michael Wenden                                                              | Natación            | 4 × 100 m libre M          |